# Absolut stetiges Maß
Der Begriff des absolut stetigen Maßes setzt in der Maßtheorie die Nullmengen verschiedener Maße in Beziehung.
Absolut stetige Maße sind eng verwandt mit den absolut stetigen Funktionen der Analysis und den absolut stetigen Verteilungen der Wahrscheinlichkeitstheorie.

## Definition
Es sei {\displaystyle (X,{\mathcal {A}})} ein Messraum und {\displaystyle \mu } und {\displaystyle \nu } zwei (signierte, komplexe oder positive) Maße auf {\displaystyle {\mathcal {A}}}.
Das Maß {\displaystyle \nu } heißt absolut stetig bezüglich {\displaystyle \mu } (auch {\displaystyle \mu }-stetig), in Zeichen {\displaystyle \nu \ll \mu }, wenn jede {\displaystyle \mu }-Nullmenge auch eine {\displaystyle \nu }-Nullmenge ist.
Für jede messbare Menge {\displaystyle A\in {\mathcal {A}}} folgt also aus {\displaystyle \mu (A)=0} auch {\displaystyle \nu (A)=0}.
Umgekehrt sagt man dann, dass {\displaystyle \mu } das Maß {\displaystyle \nu } dominiert.
Durch {\displaystyle \ll } ist eine Quasiordnung auf der Menge aller Maße auf {\displaystyle X} erklärt.

## Beispiele
Das Nullmaß, das jeder Menge das Maß {\displaystyle 0} zuordnet, wird naturgemäß von jedem Maß dominiert.
Sei {\displaystyle \mu } das Zählmaß auf den natürlichen Zahlen, genauer auf dem Messraum {\displaystyle (\mathbb {N} ,{\mathcal {P}}(\mathbb {N} ))}.
Dann ist jedes Maß auf {\displaystyle \mathbb {N} } bzgl. {\displaystyle \mu } absolut stetig, denn die einzige {\displaystyle \mu }-Nullmenge ist die leere Menge {\displaystyle \emptyset }.
Das Wahrscheinlichkeitsmaß {\displaystyle P} der Standardnormalverteilung besitzt eine Wahrscheinlichkeitsdichte bzgl. des Lebesgue-Maß {\displaystyle \lambda }, denn für jede Lebesgue-messbare Menge {\displaystyle A\subseteq \mathbb {R} } gilt 
{\displaystyle P(A)=\int _{A}\,{\frac {1}{\sqrt {2\pi }}}e^{-{\frac {x^{2}}{2}}}\ \mathrm {d} \lambda (x)}.
Daraus folgt, dass jeder Lebesgue-Nullmenge von {\displaystyle P} auch die Wahrscheinlichkeit {\displaystyle 0} zugewiesen wird, also {\displaystyle P\ll \lambda }.
Zum Beispiel ist {\displaystyle P(\mathbb {Q} )=0}.
Das letzte Beispiel lässt sich verallgemeinern.
Angenommen ein Maß {\displaystyle \nu } lasse sich durch eine Dichtefunktion {\displaystyle f_{\nu }\colon X\to \mathbb {R} } bzgl. eines anderen Maßes {\displaystyle \mu } darstellen, es gelte also {\displaystyle \textstyle \nu (A)=\int _{A}f_{\nu }\ \mathrm {d} \mu } für jede Menge {\displaystyle A} aus der σ-Algebra {\displaystyle {\mathcal {A}}}.
Dann ist {\displaystyle \nu \ll \mu }, denn das Integral über eine Nullmenge ist immer {\displaystyle 0}.
Die Umkehrung gilt im Allgemeinen nicht.
So ist das Lebesgue-Maß bzgl. des Zählmaßes auf {\displaystyle \mathbb {R} } zwar absolut stetig, besitzt aber keine Dichte.
Für bestimmte Spezialfälle lässt sich aber eine Umkehrung angeben (s. unten).

## Charakterisierungen
In bestimmten Fällen lassen sich Eigenschaften von Maßen angeben, die äquivalent zur obigen Definition sind.
Sei {\displaystyle \mu } ein positives Maß und {\displaystyle \nu } ein endliches oder komplexes Maß auf demselben Messraum, insbesondere sei also {\displaystyle |\nu (X)|<\infty }.
Es gilt dann folgender Satz:
Das Maß {\displaystyle \nu } ist genau dann absolut stetig bzgl. {\displaystyle \mu }, wenn es für jedes {\displaystyle \varepsilon >0} ein {\displaystyle \delta >0} gibt, so dass für alle {\displaystyle A\in {\mathcal {A}}} mit {\displaystyle \mu (A)<\delta } gilt {\displaystyle |\nu (A)|<\varepsilon }.
Ist dagegen {\displaystyle |\nu (X)|=\infty }, so impliziert der erste Teil nicht mehr den zweiten.
Bezeichne erneut {\displaystyle \lambda } das Lebesgue-Maß auf der reellen Gerade und {\displaystyle \nu } ein weiteres Maß auf {\displaystyle \mathbb {R} }.
Die Verteilungsfunktion {\displaystyle F_{\nu }} von {\displaystyle \nu } ist definiert als {\displaystyle F_{\nu }\colon \mathbb {R} \to [0,\infty ];\,x\mapsto \nu ((-\infty ,x]).}
Das Maß {\displaystyle \nu } ist genau dann absolut stetig bzgl. {\displaystyle \lambda }, wenn jede Einschränkung von {\displaystyle F_{\nu }} auf ein endliches Intervall {\displaystyle I\subset \mathbb {R} } eine absolut stetige Funktion auf {\displaystyle I} ist.
Die erste Charakterisierung zeigt, dass es sich bei absoluter Stetigkeit tatsächlich um einen Stetigkeitsbegriff für Maße handelt.
Die zweite Charakterisierung motiviert die Bezeichnung.

## Äquivalenz von Maßen
Da {\displaystyle \ll } eine Quasiordnung ist, lässt sich durch
{\displaystyle \nu \sim \mu :\Longleftrightarrow \nu \ll \mu \land \mu \ll \nu }
eine Äquivalenzrelation auf der Menge aller Maße auf {\displaystyle X} definieren.
Für äquivalente Maße stimmen die Nullmengen genau überein.
Die Äquivalenzklassen werden durch {\displaystyle \ll } halbgeordnet.
Diese Äquivalenz erklärt viele nützliche Eigenschaften, zum Beispiel von σ-endlichen Maßen, denn es gilt:
Ist {\displaystyle \mu } σ-endlich, so ist es zu einem endlichen Maß äquivalent; selbst dann, wenn {\displaystyle \mu (X)=\infty }.
Darüber hinaus gibt es eine {\displaystyle \mu }-integrierbare Funktion {\displaystyle w\in L^{1}(\mu )}, so dass {\displaystyle 0<w(x)<1} für alle {\displaystyle x\in X}.
Das äquivalente endliche Maß {\displaystyle \nu } ist dann durch {\displaystyle \textstyle \nu (A)=\int _{A}w\ \mathrm {d} \mu } gegeben, d. h. {\displaystyle w} ist die {\displaystyle \mu }-Dichte von {\displaystyle \nu }.
Ist {\displaystyle \mu \not \equiv 0} nicht das Nullmaß, so lässt sich {\displaystyle w} so wählen, dass {\displaystyle \textstyle \int _{X}w\ \mathrm {d} \mu =1}.
Das Maß {\displaystyle \mu } ist dann also sogar zu einem Wahrscheinlichkeitsmaß äquivalent.
Tatsächlich lässt sich obiger Satz wie folgt verstärken:
Ist {\displaystyle \mu } s-finit und {\displaystyle \mu \not \equiv 0}, so ist es zu einem Wahrscheinlichkeitsmaß äquivalent.
Dies ist eine echte Verallgemeinerung, da σ-endliche Maße stets auch s-finit sind, aber nicht umgekehrt.

## σ-endliche Maße
Auf Grund der oben beschriebenen Äquivalenz wird absolute Stetigkeit häufig im Kontext von σ-endlichen Maßen diskutiert.
So werden zum Beispiel in der mathematischen Statistik dominierte Verteilungsklassen behandelt.
Eine dominierte Klasse ist dabei die Gesamtheit aller Wahrscheinlichkeitsmaße, die absolut stetig bzgl. eines gemeinsamen σ-endlichen Maßes sind.
Des Weiteren gelten die folgenden fundamentalen Sätze für σ-endlichen Maße.

### Satz von Radon-Nikodým
Der Satz von Radon-Nikodým kehrt das obige Beispiel mit der Dichtefunktion um.
Ist {\displaystyle \mu } σ-endlich, so gilt {\displaystyle \nu \ll \mu } für ein weiteres Maß {\displaystyle \nu } genau dann, wenn {\displaystyle \nu } eine Dichte bzgl. {\displaystyle \mu } besitzt.

### Zerlegungssatz von Lebesgue
Der Zerlegungssatz von Lebesgue liefert die Existenz einer Zerlegung eines {\displaystyle \sigma }-endlichen Maßes in einen absolut stetigen und einen singulären Anteil.
Sind {\displaystyle \mu ,\nu } zwei σ-endliche Maße, dann gibt es zwei weitere σ-endliche Maße {\displaystyle \nu _{a}} und {\displaystyle \nu _{s}} mit {\displaystyle \nu =\nu _{a}+\nu _{s}}, so dass {\displaystyle \nu _{a}\ll \mu } sowie {\displaystyle \nu _{s}\perp \mu } gilt.